# Ragnvald Knaphövde
Ragnvald Knaphövde was koning van Zweden (in het bijzonder koning van Östergötland en Uppssvear (Noordelijk of Boven-Zweden) wiens regeerperiode wordt geplaatst van 1120 tot 1126. Hij wordt als zoon genoemd van Olaf Näskonung (Näskonung = koning van een hoofdland -deelgebied-), terwijl er ook bronnen zijn waarin koning Inge I van Zweden als zijn vader wordt genoemd.
Ragnvald Knaphövde werd door de Zweden in Uppland tot koning gekozen en daarna door de Oostgoten in Östergötland. Toen hij Västergötland wilde veroveren werd hij vermoord door de Goten, die Magnus Nilsson de Sterke tot hun koning hadden gekozen.

Erik VI · Olaf II · Anund Jacob · Emund · Stenkil · Erik VII · Erik VIII · Halsten · Haakon · Inge I · Sven · Erik Årsäll · Filips · Inge II · Ragnvald · Magnus · Sverker I · Erik IX · Karel VII · Knoet I · Sverker II · Erik X · Johan I · Erik XI · Knoet II · Waldemar I · Magnus I · Birger I · Magnus II · Albrecht · Margaretha · Erik XIII · Christoffel · Karel VIII · Christiaan I · Johan II · Christiaan II · Gustaaf I · Erik XIV · Johan III · Sigismund · Karel IX · Gustaaf II Adolf · Christina · Karel X Gustaaf · Karel XI · Karel XII · Ulrike Eleonora · Frederik · Adolf Frederik · Gustaaf III · Gustaaf IV Adolf · Karel XIII · Karel XIV Johan · Oscar I · Karel XV · Oscar II · Gustaaf V · Gustaaf VI Adolf · Carl Gustaf XVI
- LIBRIS: 267524
- Virtual International Authority File: 71371554